# Rácsos álszajkó
A rácsos álszajkó (Ianthocincla lunulata) a madarak osztályának verébalakúak (Passeriformes) rendjébe és a Leiothrichidae családjába tartozó faj.
Magyar neve forrással, nincs megerősítve.

## Rendszerezése
A fajt Jules Verreaux francia ornitológus írta le 1870-ben, a Janthocincla nembe Janthocincla lunulata néven. Besorolása vitatott, egyes szervezetek a Garrulax nembe sorolják Garrulax lunulatus néven.

## Alfajai
- Garrulax lunulatus liangshanensis G. Li, Q. Zhang & R. Zhang, 1979
- Garrulax lunulatus lunulatus (J. Verreaux, 1870)[3]

## Előfordulása
Délkelet-Ázsiában, Kína középső részén honos. Természetes élőhelyei a mérsékelt övi erdők és cserjések. Állandó, nem vonuló faj.

## Megjelenése
Testhossza 24-25 centiméter, testtömege 82 gramm.

## Életmódja
Feltételezhetően gerinctelenekkel és némely növényi anyagokkal táplálkozik.

## Természetvédelmi helyzete
Az elterjedési területe elég nagy, egyedszáma viszont csökken, de még nem éri el a kritikus szintet. A Természetvédelmi Világszövetség Vörös listáján nem fenyegetett fajként szerepel.